# Flucht von der Teufelsinsel (1946)
Flucht von der Teufelsinsel (Originaltitel: The Return of Monte Cristo) ist ein US-amerikanischer Abenteuerfilm aus dem Jahr 1946 von Henry Levin mit Louis Hayward und Barbara Britton in den Hauptrollen. Das Drehbuch basiert auf einer Originalstory von Curt Siodmak und Arnold Lippschitz frei nach Charakteren aus Romanen von Alexandre Dumas dem Älteren. Den Verleih übernahm Columbia Pictures.

## Handlung
Im Jahr 1868, zwanzig Jahre nach dem Tod seines Großonkels Edmond Dantes, des Grafen von Monte Cristo, erfährt der jüngere Edmond Dantes in Paris, dass er der Erbe des Vermögens und des Titels des Grafen sei. Edmond erfährt dies von Professor Duval, einem vertrauten Freund des verstorbenen Grafen, der Edmond nach Marseille bringt, um an der Nachlassverhandlung teilzunehmen, die Edmond mit Sicherheit zu einem der reichsten Männer der Welt machen wird. Unterwegs trifft Edmond eine schöne junge Frau, Angele Picard, die ebenfalls nach Marseille reist, um unwissentlich das Vermögen des Grafen zu beanspruchen. Angele ist sich nicht bewusst, dass sie von ihrem Adoptivvater, dem Bankier Emil Blanchard, Richter Lafitte und dem künftigen Polizeiminister Henri de la Roche benutzt wird, die sich verschwören, um das Vermögen des Grafen für sich zu beanspruchen, indem sie Angele als rechtmäßigen Erben des Grafen darstellen. 
Als der korrupte Richter Edmonds Testament für eine Fälschung erklärt, werden er und Duval inhaftiert, der Professor später von de la Roches Männern getötet. In der Zwischenzeit lässt de la Roche Edmonds Ausweispapiere fälschen, damit er mit Louis Bresseau verwechselt wird, einem kürzlich von der Teufelsinsel geflohenen Gefangenen. Edmond, der als der Entflohene identifiziert wird, wird in das Inselgefängnis gebracht, wo er sich mit dem Schauspieler Bombelles anfreundet. Bombelles hilft Edmond bei der Flucht und bringt ihn zurück nach Frankreich, wo sie sich in einem Theater verstecken. Dort erfindet Edmond einige aufwendige Verkleidungen, damit sie die drei Intriganten unentdeckt besuchen und entlarven können. Nachdem er dem Richter ein umfassendes Geständnis abgerungen hat, rächt sich Edmond an Blanchard, der Geld von Monte Cristos Konto veruntreut hat, indem er einen Ansturm auf seine Bank verursacht. Das daraus resultierende Chaos zwingt Blanchard, Dokumente herauszugeben, die seine Schuld beweisen, woraufhin er von einer Menge wütender Bankkunden getötet wird.
In der Zwischenzeit erfährt de la Roche, dass Edmond mit Bombelles von der Teufelsinsel geflohen ist. Er befiehlt Bombelles' Verhaftung und Folter, in der Hoffnung, dass Bombelles den Ort von Edmonds Versteck preisgibt. Bombelles wird bald gefangen genommen, aber es gelingt ihm, de la Roche auszutricksen und ihn dazu zu bringen, im Odeon-Theater in Edmonds Falle zu tappen. Als de la Roche im Theater ankommt, wartet Edmond auf der dunklen Bühne auf ihn. De la Roche zieht seine Waffe und sagt Edmond, dass er Rache für den Tod seiner Vorfahren sucht, die aufgrund der Taten seines Großonkels starben. Als de la Roche gerade abdrücken will, überwältigen ihn Bombelles und Edmond, und Edmond befiehlt, das Theaterlicht einzuschalten. Das beleuchtete Theater zeigt nun, dass ein Publikum stillschweigend de la Roches Geständnis miterlebt hat. Edmond übergibt de la Roche dem Publikum, das ihn durch die Straßen trägt und ihn als Duvals Mörder anprangert. Edmond, der das Erbe der Familie Monte Cristo aufrechterhält, freut sich darauf, seinen Reichtum mit seiner neuen Braut Angele zu teilen.

## Hintergrund
Gedreht wurde der Film vom 29. Juni bis zum 8. August 1946 auf der Columbia Movie Ranch in Burbank sowie in Pasadena und am Baldwin Lake.
Der Film enthält einen schriftlichen Prolog, der angeblich von Alexandre Dumas stammt und in dem angedeutet wird, dass der Film auf einem literarischen Werk von Dumas basiert. Ein solches Werk existiert jedoch nicht.
Stephen Goosson und Carl Anderson oblag die künstlerische Leitung. Fay Babcock war für das Szenenbild zuständig, Jean Louis für die Kostüme. Musikalischer Direktor war Lud Gluskin. Eddie Parker arbeitete als Stuntman.

## Veröffentlichung
Die Premiere des Films fand am 19. Dezember 1946 statt. In der Bundesrepublik Deutschland kam er am 10. März 50 in die Kinos, in Österreich drei Wochen später am 31. März 1950.

## Kritiken
Bosley Crowther von der The New York Times befand, in der Liste der Monte-Christo-Filme steht dieser Film ganz knapp an der Spitze. Aber er mache nichts Theatralisches, was nicht schon unzählige Male gemacht wurde.
Derek Winnert schrieb, die vertrauten Zutaten werden von Regisseur Levin mitreißend präsentiert und von der größtenteils amerikanischen Besetzung mit Begeisterung aufgeführt.
Das Lexikon des internationalen Films schrieb: „Der professionell gemachte Abenteuer-Kostümfilm verwendet relativ geschickt Motive des Erfolgsromans von Alexandre Dumas.“